# Coelurosauravus
Coelurosauravus és una espècie de rèptil prehistòric que visqué fa uns 250 milions d'anys, a l'època coneguda com el Permià superior. Se n'han trobat restes fòssils al que avui en dia és Alemanya i Madagascar. Un dels caràcters més destacats d'aquest animal eren les seves llargues ales, que li permetien planar d'un arbre a l'altre gràcies a membranes que eren tensades per una sèrie de llargs ossets.